# Au revoir là-haut
Pour le film adapté, voir Au revoir là-haut (film).
Au revoir là-haut est un roman de Pierre Lemaitre paru le 21 août 2013 aux éditions Albin Michel. Il reçoit plusieurs prix littéraires la même année, dont le prix Goncourt.

## Résumé
À la fin de la Première Guerre mondiale, deux anciens Poilus, Édouard Péricourt (fils de la haute bourgeoisie, dessinateur fantasque, rejeté par son père) et Albert Maillard (modeste comptable) font face à l'incapacité de la société française de leur ménager une place. Leur relation naît le 2 novembre 1918, juste avant la fin de la Grande Guerre. Albert est le témoin d'un crime : lors d'une offensive française lancée ce jour-là à la suite de la mort de deux éclaireurs, il découvre les cadavres des dits deux éclaireurs. Or, ceux-ci sont morts touchés dans le dos, donc tués par des alliés. Albert comprend qu'Henri d’Aulnay-Pradelle, aristocrate et lieutenant arriviste, a envoyé les deux éclaireurs en mission et les a tués, afin d'imputer leur mort aux Allemands (qui attendent pourtant l'Armistice comme les Français) et justifier une dernière offensive. Le lieutenant espère ainsi gagner ses galons de capitaine et donc augmenter sa solde d'après-guerre. Pendant l'offensive, Pradelle, se voyant démasqué, pousse Albert dans un trou d’obus. Une grenade explose, et ce dernier se retrouve enterré vivant face à une tête de cheval mort. Alors qu'Albert va mourir étouffé, il parvient à obtenir une légère exhalaison d'air vicié de la tête du cadavre de cheval, ce qui lui sauve la vie. Il perd conscience. Pendant ce temps, Édouard creuse frénétiquement la terre et parvient à sortir Albert. Après un massage cardiaque improvisé, Albert finit par ouvrir les yeux. Alors qu'Édouard veut crier sa joie, un obus explose près d'eux, et un éclat lui arrache la mâchoire. Cet épisode fait de lui une gueule cassée, alors qu'Albert, traumatisé, devient paranoïaque.
Démobilisés, Albert et Édouard, amers, vivent difficilement à Paris. Édouard est dépendant de la morphine qu'Albert a de grandes difficultés à se procurer. Ces deux laissés-pour-compte se vengent de l'ingratitude de l’État en mettant au point une escroquerie qui prend appui sur l'une des valeurs les plus en vogue de l'après-guerre : le patriotisme. Ils vendent aux municipalités des monuments aux morts fictifs. Édouard  se créé également des masques en papier mâché qui lui permettent de cacher son absence de mâchoire. Les deux hommes se reconstruisent difficilement grâce au jeu des masques, Édouard en masquant sa défiguration et Albert à l'aide d'un masque représentant une tête de cheval mort. Quant au lieutenant Pradelle, désormais capitaine, qui a épousé Madeleine la sœur d'Édouard, il profite des nombreux morts inhumés dans des tombes de fortune sur le champ de bataille pour signer un contrat avec l’État qui prévoit de les inhumer à nouveau dans des cimetières militaires, vendant « aux collectivités des cercueils remplis de terre et de cailloux, voire de soldats allemands ».
Dans le cadre de leur arnaque aux faux monuments aux morts, Édouard répond à une mise au concours pour la création d'une grande œuvre commémorative dans l'arrondissement qui l'a vu naître. Le commanditaire de cette œuvre n'est autre que Marcel Péricourt, père d'Édouard, qui souhaite honorer son fils qu'il croit mort. C'est à ce moment en effet que Péricourt comprend qu'il aimait son fils. Après quelques semaines d'attente, l'argent demandé en acompte arrive en masse et permet aux deux complices d'envisager un départ pour les colonies fixé au 14 juillet. Pendant ce temps, les magouilles de Pradelle sont démasquées par un fonctionnaire tatillon, Joseph Merlin. Ce dernier se voit offrir l'équivalent de dix ans de son salaire actuel par Pradelle mais, incorruptible, il passe une nuit entière à coller les billets du pot-de-vin dans le dossier par lequel il dénonce le nouveau capitaine. Il sera par la suite complètement ignoré de sa hiérarchie, et n'obtiendra rien de son acte de totale abnégation.
Les événements s'emballent à l'approche du 14 juillet. Des journaux parlent d'une possible arnaque monumentale. M. Péricourt apprend qu'il s'est fait tromper et demande à Pradelle, son gendre, de retrouver les coupables. Ce dernier retrouve la trace d'Édouard, qui mène la grande vie à l'hôtel Lutetia. M. Péricourt décide de se rendre à l'hôtel en voiture, comme poussé par une force incompréhensible. Au même moment, Édouard Péricourt sort de l'hôtel avec un nouveau masque qui représente exactement un visage normal, et aperçoit la voiture. Il se jette sous les roues de celle-ci, et meurt. Albert parvient de son côté à s'enfuir vers les colonies avec sa nouvelle compagne Pauline.

## Analyse

### Réalité historique d'une escroquerie
Pierre Lemaitre a emprunté le titre de son roman à la dernière lettre adressée à sa femme par le soldat Jean Blanchard, l'un des six « martyrs de Vingré », fusillés pour l'exemple en décembre 1914 et réhabilités par la Cour de cassation en 1921. Il finissait sa lettre par « Au revoir là-haut ma chère épouse »,.
L'écrivain Alexandre Vialatte évoque déjà plusieurs escroqueries dans ses romans sur la Grande Guerre.
Si l'arnaque des monuments aux morts est inventée par l'auteur, celle du trafic des cercueils se base sur une réalité historique. À l'issue de la Première Guerre mondiale, la majorité des familles endeuillées souhaite exhumer le corps de leur parent mort au combat afin de l’inhumer dans le cimetière communal, mais le gouvernement français interdit cette pratique par souci d'hygiène, d'économie et pour ne pas mettre en danger l’intégrité et l'identité des cadavres. Bravant cette interdiction, ces familles entreprennent par elles-mêmes ou en faisant appel à des « mercantis de la mort » (entrepreneurs locaux ou « maisons » de pompes funèbres parisiennes, voire des escrocs), de violer les sépultures militaires et ramener clandestinement les corps. Le développement de cette pratique illicite dans les années 1919 et 1920 incite le ministère de l'Intérieur à prendre des décisions, oscillant entre prévention et répression, jusqu'à la loi du 31 juillet 1920 qui prévoit que la totalité des frais de transfert autorisé des corps de soldats morts sont désormais à la charge de l’État.
Pierre Lemaitre, pour étudier dans le détail la réalité des faits évoqués et des malversations autour des cadavres de soldats, s'est appuyé sur une étude parue dans la Revue historique des armées et rédigée par Béatrix Pau. Cette étude étant elle-même extraite de la thèse de 3e cycle qu'elle a soutenue en 2004 (« Le transfert des corps des militaires de la Grande guerre : étude comparée France-Italie, 1914-1918. Une analyse historique »). Le succès d’Au revoir là-haut, en rendant visible l'ampleur réelle du phénomène relatif aux corps, rend possible une édition remaniée pour le grand public de l'étude en 2016 sous le titre Le Ballet des morts : État, armée, familles : s'occuper des corps de la Grande Guerre.

### Place de ce roman dans l'œuvre de son auteur
Au revoir là-haut marque dans l'œuvre de Pierre Lemaitre un important changement : il signe, cette fois, un roman picaresque (genre dans lequel il trouve plus adéquat de classer son livre que dans celui de roman historique), et non un roman policier, genre dans lequel il avait connu ses premiers succès. Avec Couleurs de l'incendie (2018) et Miroir de nos peines, il constitue une trilogie sur la grande guerre, l'entre-deux-guerres et la drôle de guerre, appelée Les enfants du désastre en édition. Poursuivant le développement de cette saga, Pierre Lemaitre fait revivre l'un des protagonistes du roman, Albert Maillard, dans Le grand monde, paru en 2022, sous les traits de Louis Pelletier.
Délaissant le genre policier, l'auteur reste néanmoins fidèle à l'esprit de ses premiers romans puisqu'il cite (d'Émile Ajar à Stephen Crane et de Victor Hugo à La Rochefoucauld) plusieurs auteurs qu'il salue dans ses remerciements avec, notamment, un hommage appuyé à Louis Guilloux et Carson McCullers.

## Réception critique et ventes
Au revoir là-haut a été salué par la presse. Le roman s'est vendu à 490 000 exemplaires durant l'année 2013 et figure parmi les dix livres les plus vendus cette année-là. En janvier 2018, il s'en était écoulé au total un million d'exemplaires. Il a également été salué par de nombreuses récompenses (prix Goncourt…).

## Récompenses
Le roman est retenu dans les premières listes des principaux prix littéraires 2013 dont le prix Goncourt, le grand prix du roman de l'Académie française et le prix Femina. Le 4 novembre 2013, il est lauréat du prix Goncourt au douzième tour de scrutin par six voix contre quatre à Arden de Frédéric Verger. Les autres principaux prix ayant récompensé Au revoir là-haut sont :
- Prix des libraires de Nancy – Le Point, 2013[20]
- Roman français préféré des libraires à la rentrée, 2013[21]
- Meilleur roman français 2013 décerné par le magazine Lire[22]
- Prix roman France Télévisions 2013[23]
- Coup de cœur 2014 de l'Académie Charles-Cros pour sa version livre-audio[24]
- Prix Tulipe du meilleur roman français 2014[25]
- Premio letterario internazionale Raffaelo-Brignetti 2014[26]
- Nommé aux Globes de Cristal 2014 dans la catégorie Meilleur Roman-Essai.

## Adaptations

### En bande dessinée
- 2015 : Au revoir là-haut, adaptation de l'auteur, dessins de Christian De Metter, Rue de Sèvres  (ISBN 978-2-369-81199-2)

### Au cinéma
- 2017 : Au revoir là-haut, film français joué et réalisé par Albert Dupontel, avec Laurent Lafitte et Nahuel Pérez Biscayart. Cette adaptation permet une hausse des ventes du livre[27]. Le film reçoit plusieurs récompenses lors de la 43e cérémonie des César, dont le César du meilleur réalisateur et le César de la meilleure adaptation pour Lemaitre et Dupontel.

Une suite au roman, intitulée Couleurs de l'incendie, est publiée le 3 janvier 2018.

### Note
1. ↑  Appelés ainsi dans la presse de l’époque.